# John Rahm
John Rahm (n. 8 ianuarie 1854, Richmond, Virginia, SUA – d. 28 iulie 1935, Omaha, Nebraska, SUA) a fost un jucător de golf ce a reprezentat Statele Unite ale Americii, medaliat olimpic. A participat la o ediție a Jocurilor Olimpice (1904) în care a câștigat o medalie de bronz.

## Participări
Lista de mai jos prezintă principalele competiții la care a participat John Rahm de-a lungul carierei.
- golf at the 1904 Summer Olympics – men's team[*]